# Stary Dworek
Stary Dworek (niem. Althöfchen) – wieś w Polsce położona w województwie lubuskim, w powiecie międzyrzeckim, w gminie Bledzew.

## Położenie
Wieś ulokowana jest na prawym brzegu Obry, ok. 5 km na północny wschód od Bledzewa, przy lokalnej drodze łączącej Skwierzynę z Zemskiem.

## Nazwa
Odnotowana w 1540 po łacinie jako „Antiqua Curia”, w 1563 po polsku „Staridworek”, w 1640 „Stary Dwor”, w 1944 „Althöfchen” .

## Historia
Teren, na którym położona jest miejscowość była zasiedlona przed zachowanymi zapisami archiwalnymi. Archeolodzy znaleźli ślady osady wczśredniowiecznej, skarb monet oraz ozdób srebrnych datowany na VIII-XI wiek .
Wieś historycznie związana jest z Wielkopolską oraz przejściowo z Brandenburgią. Istnieje co najmniej od XIII wieku posiadając średniowieczną metrykę. Po raz pierwszy wzmiankowana w łacińskim dokumencie z 1259 jako uposażenie klasztoru cystersów w Zemsku, później przeniesionego do Bledzewa.
W 1540 wieś była siedzibą własnej parafii w dekanacie międzyrzeckim. W 1560 Piotr Kamiński opat bledzewski przekazał miejscowość w dożywotni zarząd Piotrowi zwanemu Mitręga z Lwówka, poprzedniemu opatowi klasztoru w Bledzewie. W 1563 miejscowość leżała w powiecie poznańskim Korony Królestwa Polskiego, w parafii Żarzyn. Odnotowano wówczas pobór od zagrodników, dwóch krawców oraz karczmy. W 1580 opat bledzewski zapłacił pobór od 4,5 łana, 6 zagrodników, 5 komorników, kowala i od pastucha, który wypasał 125 owiec. W 1589 we wsi gospodarowało 5 kmieci .
W 1580 wieś duchowna Staridworek, własność opata bledzewskiego, położona była w powiecie poznańskim województwa poznańskiego w Rzeczypospolitej Obojga Narodów.
Od XVI w. do II rozbioru Polski mieściła się tu oficjalna rezydencja opatów bledzewskich. Wieś duchowna, własność opata cystersów w Bledzewie pod koniec XVI wieku leżała w powiecie poznańskim województwa poznańskiego. Pierwszym rezydującym w Starym Dworku opatem był Piotr z Lwówka (1560 r.), ostatni opat Onufry Wierzbiański był w latach 1796–1803 tylko dzierżawcą.
Po sekularyzacji dóbr zakonnych w 1810 r. rząd pruski utworzył tu domenę państwową. W 1886 r. zarządca Hecker wyremontował dwór i rozbudował zespół folwarczny. W Starym Dworku powstała gorzelnia parowa, prowadzono hodowlę owiec.
Pierwszy drewniany kościół powstał ok. 1238 r. w miejscu nazwanym Dobry Ług Nowy, lokalizacja okazała się fatalna, wylewająca Obra wielokrotnie zalewała świątynię. W 1288 r. kościół przeniesiono na obecne miejsce, wokół którego rozwinął się Stary Dworek. W 1706 r. opat Józef Gurowski kazał rozebrać podupadłą świątynię i na jej miejscu wystawić nowy szachulcowy kościół. Ten przetrwał zaledwie do 1768 r., gdy ponownie został rozebrany i na jego miejscu wzniesioną obecną barokową świątynię. Inicjatorem przebudowy był opat Franciszek Rogaliński.
Dwór opatów istniał już w 1560 r. jednak spłonął doszczętnie od uderzenia pioruna w 1770 r. Z inicjatywy opata Józefa Gurowskiego wystawiono nowe dworzyszcze, które w postaci ruiny przetrwało do czasów współczesnych.
Podczas wojny północnej w dworze opatów przebywali monarchowie walczących stron:
- w 1708 roku król szwedzki Karol XII,
- w 1711 roku car rosyjski Piotr I Wielki,
- w 1712 roku król Polski August II Mocny.

W okresie Wielkiego Księstwa Poznańskiego (1815-1848) miejscowość wzmiankowana jako Starydworek należała do wsi większych w ówczesnym pruskim powiecie Międzyrzecz w rejencji poznańskiej. Starydworek należał do okręgu starodworskiego tego powiatu i stanowił odrębny majątek, którego właścicielem był wówczas rząd pruski. Według spisu urzędowego z 1837 roku wieś liczyła 366 mieszkańców, którzy zamieszkiwali 34 dymy (domostwa).
W latach 1975–1998 miejscowość administracyjnie należała do województwa gorzowskiego.

## Zabytki
Do wojewódzkiego rejestru zabytków wpisane są:
- kościół filialny pod wezwaniem św. Józefa, barokowy, wzniesiony w latach 1768–1778
- dwór, zrujnowany, z końca XVIII wieku.

inne zabytki:
- resztki tarasowego parku nad brzegiem Obry można oglądać z tyłu dworu
- kolumna Maryjna z XVIII w., zachowała się przy drodze do Bledzewa
- zabudowa mieszkalna i gospodarcza pochodząca z XIX w. i początków XX w., murowana i w części szachulcowa – pozostałości założenia folwarcznego: stajnia, obora, gorzelnia, częściowo przetrwały w Starym Dworku
- kapliczki przydrożna i cmentarna z XIX w.
- ruiny grupy warownej „Ludendorff”, która wchodziła w skład Międzyrzeckiego Rejonu Umocnionego zachowały się obok wsi, nad Obrą.

Na Obrze istnieje zbudowany w latach 30. XX wieku most obrotowy, jeden z dwóch mostów fortecznych na obszarze MRU (drugi jest w Kursku). Po 2000 jego zalaną maszynownię osuszono, po czym okazało się, że mechanizmy mostu funkcjonują poprawnie, a most może przesunąć jedna osoba.

## Galeria

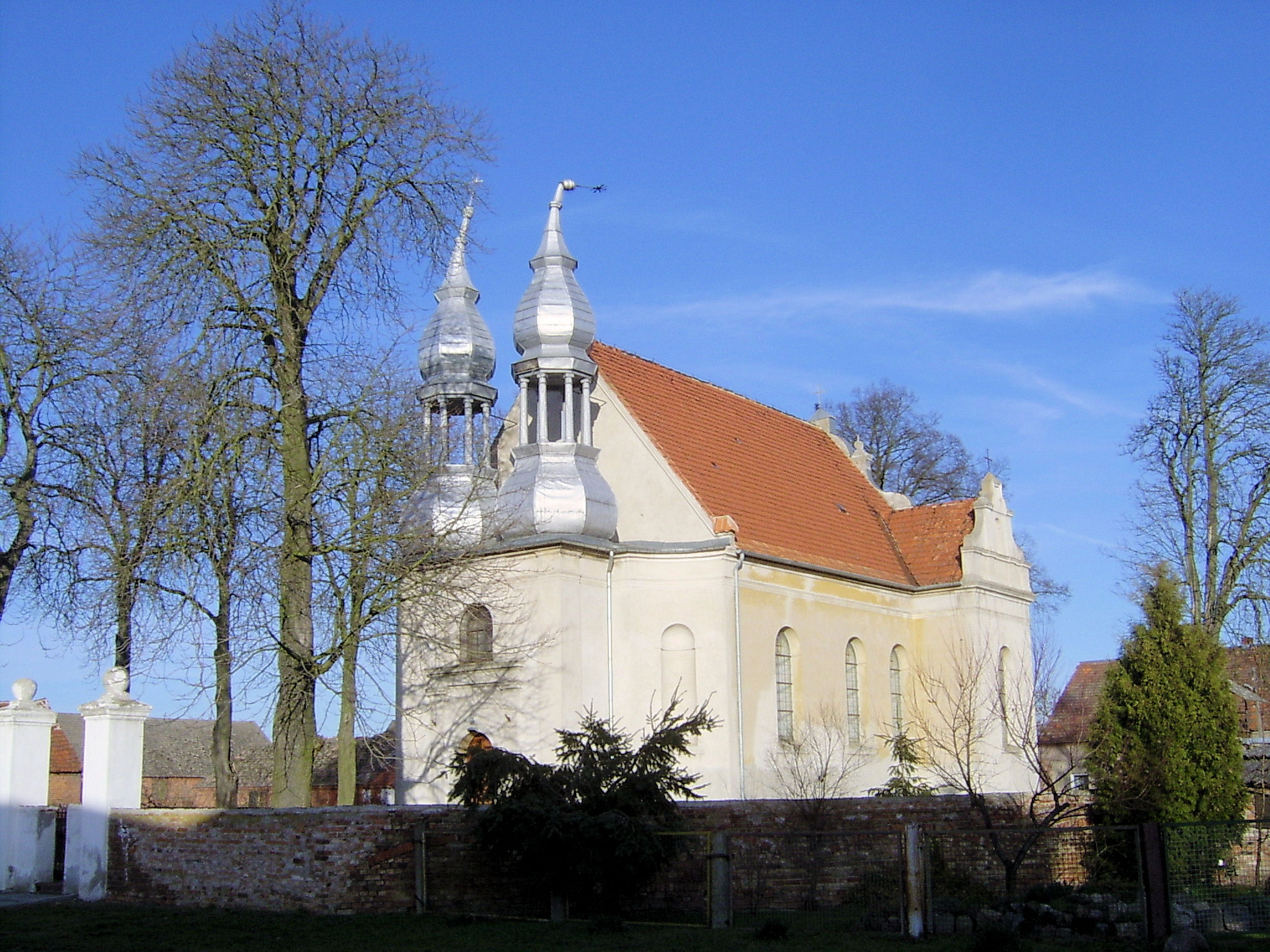
Kościół pw. św. Józefa
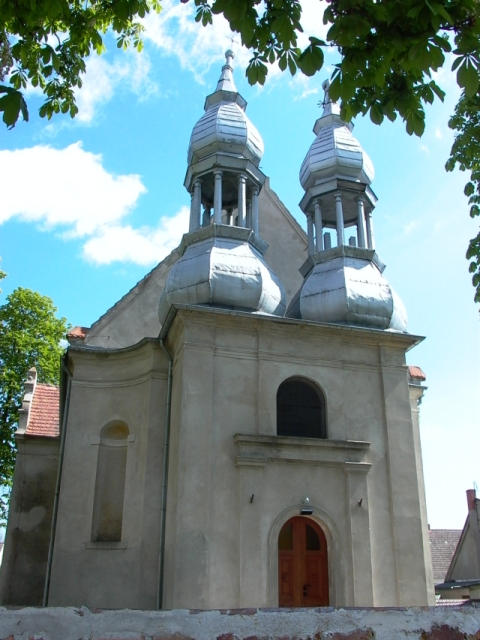
Kościół pw. św. Józefa
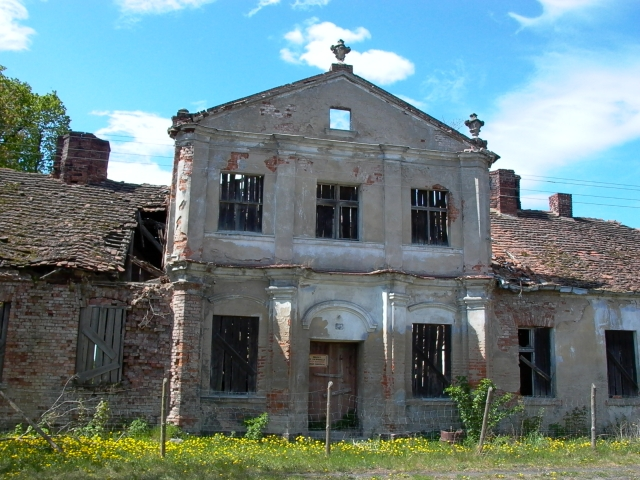
Zrujnowany dwór
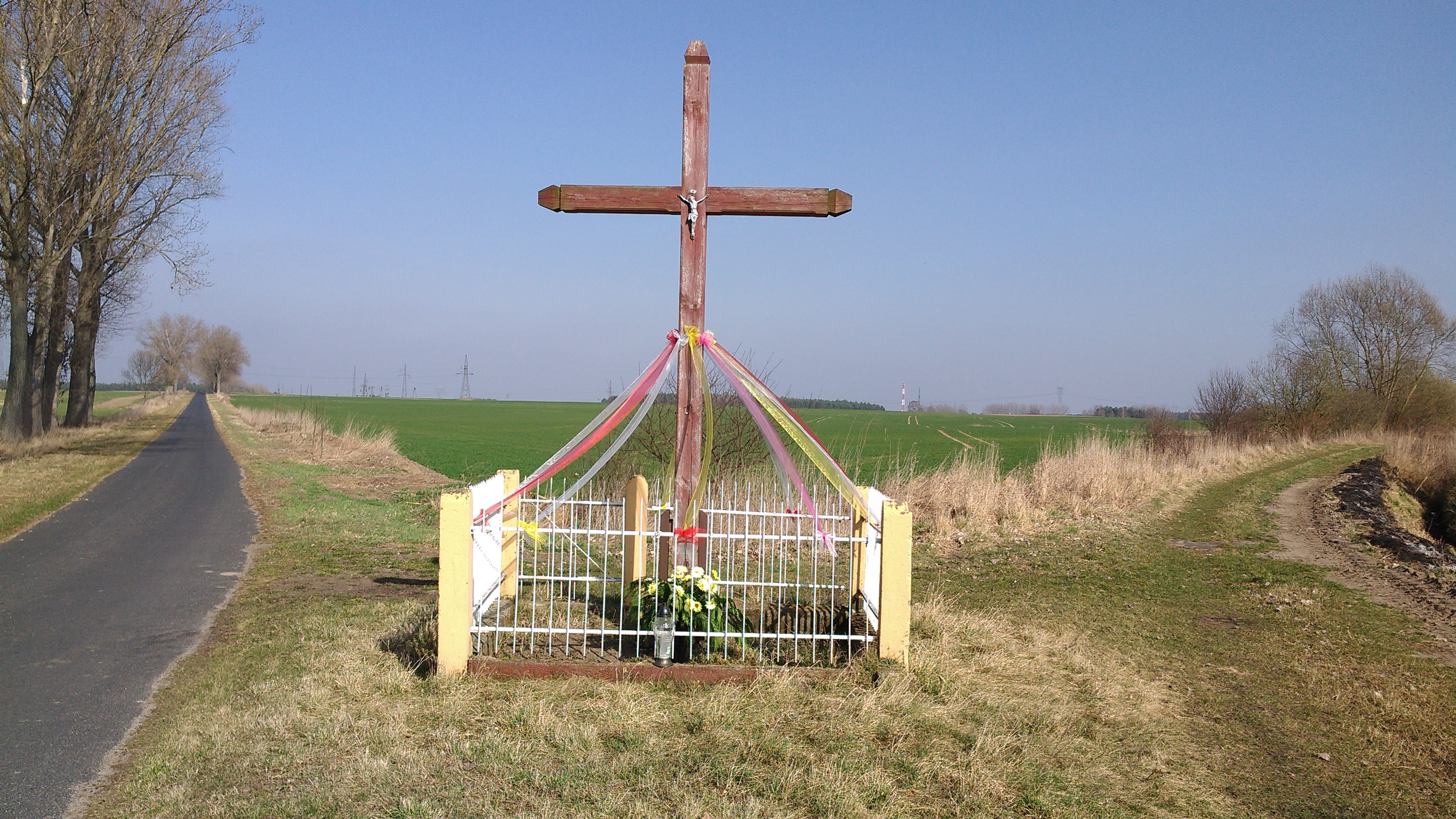
Kapliczka przydrożna
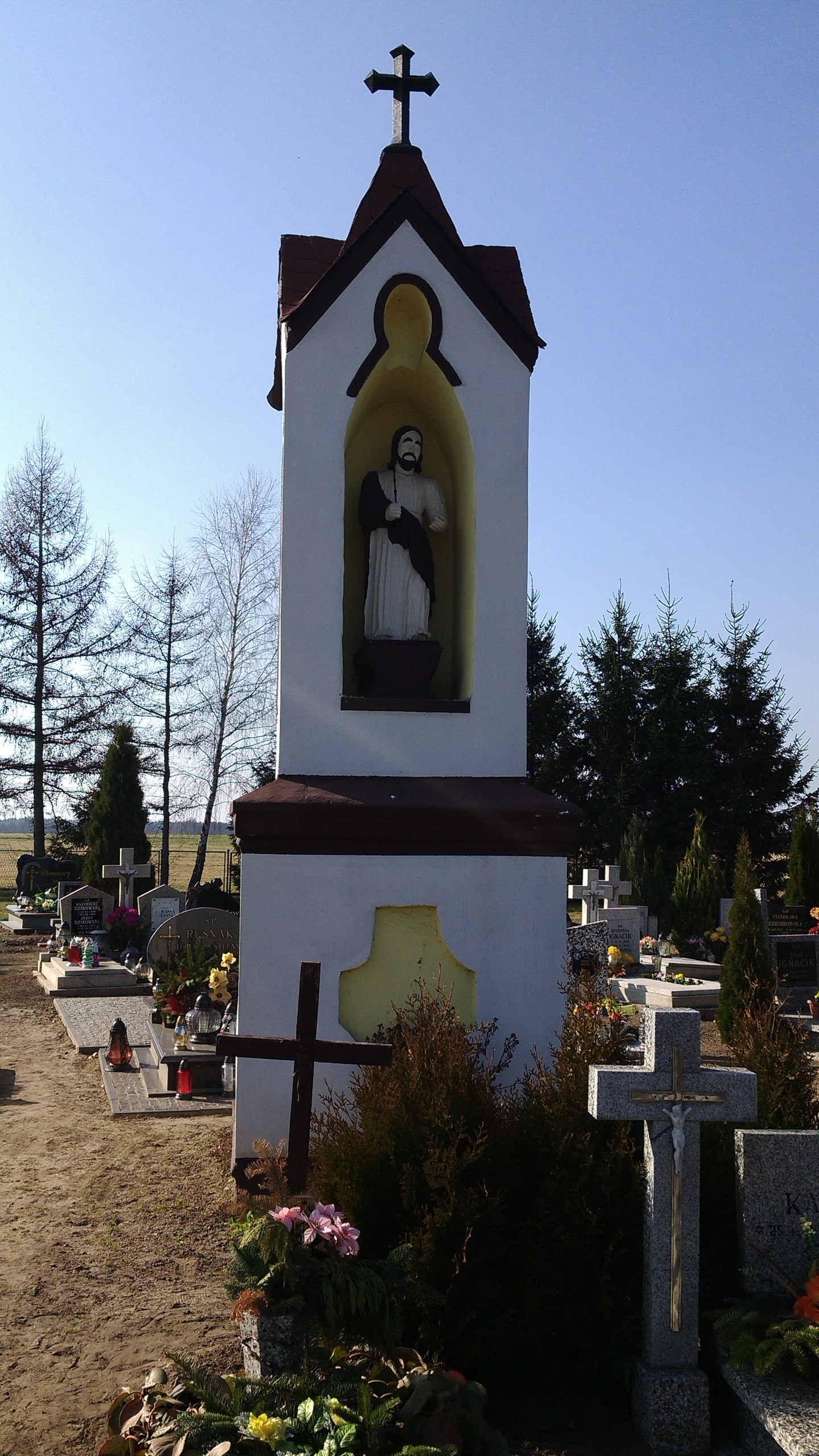
Kapliczka cmentarna
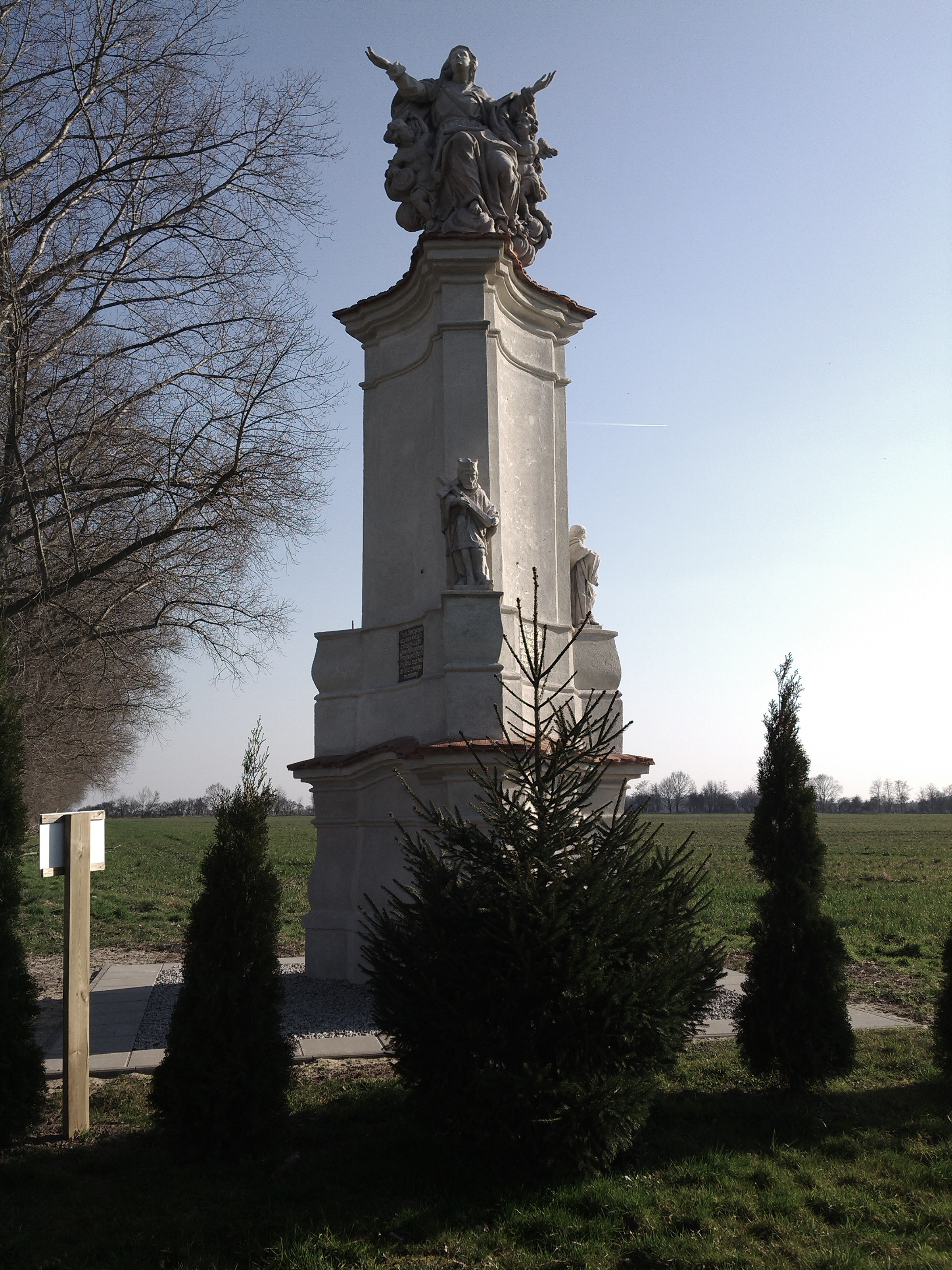
Kolumna z XVIII w.